# Comuna de Dzierzkowice
Dzierzkowice (polaco: Gmina Dzierzkowice) é uma gminy (comuna) na Polónia, na voivodia de Lublin e no condado de Kraśnicki.
De acordo com os censos de 2004, a comuna tem 5394 habitantes, com uma densidade 62,1 hab/km².

## Área
Estende-se por uma área de 86,81 km², incluindo:
- área agricola: 71%
- área florestal: 23%

## Demografia
Dados de 30 de Junho 2004:
|                      | Total   | Total | Mulheres | Mulheres | Homens  | Homens |
| -------------------- | ------- | ----- | -------- | -------- | ------- | ------ |
|                      | pessoas | %     | pessoas  | %        | pessoas | %      |
| População            | 5394    | 100   | 2713     | 50,3     | 2681    | 49,7   |
| Densidade (pop./km²) | 62,1    | 100   | 31,3     | 31,3     | 30,9    | 30,9   |

De acordo com dados de 2002, o rendimento médio per capita ascendia a 1197,47 zł.

## Subdivisões
- Dębina, Dzierzkowice-Góry, Dzierzkowice-Podwody, Dzierzkowice-Rynek, Dzierzkowice-Wola, Dzierzkowice-Zastawie, Krzywie, Ludmiłówka, Sosnowa Wola, Terpentyna, Wyżnianka, Wyżnianka-Kolonia, Wyżnica, Wyżnica-Kolonia.

## Comunas vizinhas
- Annopol, Gościeradów, Józefów nad Wisłą, Kraśnik, Kraśnik, Trzydnik Duży, Urzędów